# Obraz Matki Bożej Boguckiej
Obraz Matki Bożej Boguckiej – wizerunek przedstawiający Matkę Bożą z Dzieciątkiem Jezus w typie hodegetrii, znajdujący się w ołtarzu głównym bazyliki św. Szczepana i Matki Bożej Boguckiej w Katowicach. 
Powstał około XV wieku jako kopia obrazu Matki Bożej Częstochowskiej, był wielokrotnie przemalowywany, a swój obecny wygląd zyskał podczas renowacji w 1930 roku, którą wykonał krakowski malarz Jan Bąkowski. Od początku związany był on z kultem maryjnym, koncentrującym się pierwotnie w kościele „na górce”, a później w kościele parafialnym parafii św. Szczepana.

## Opis

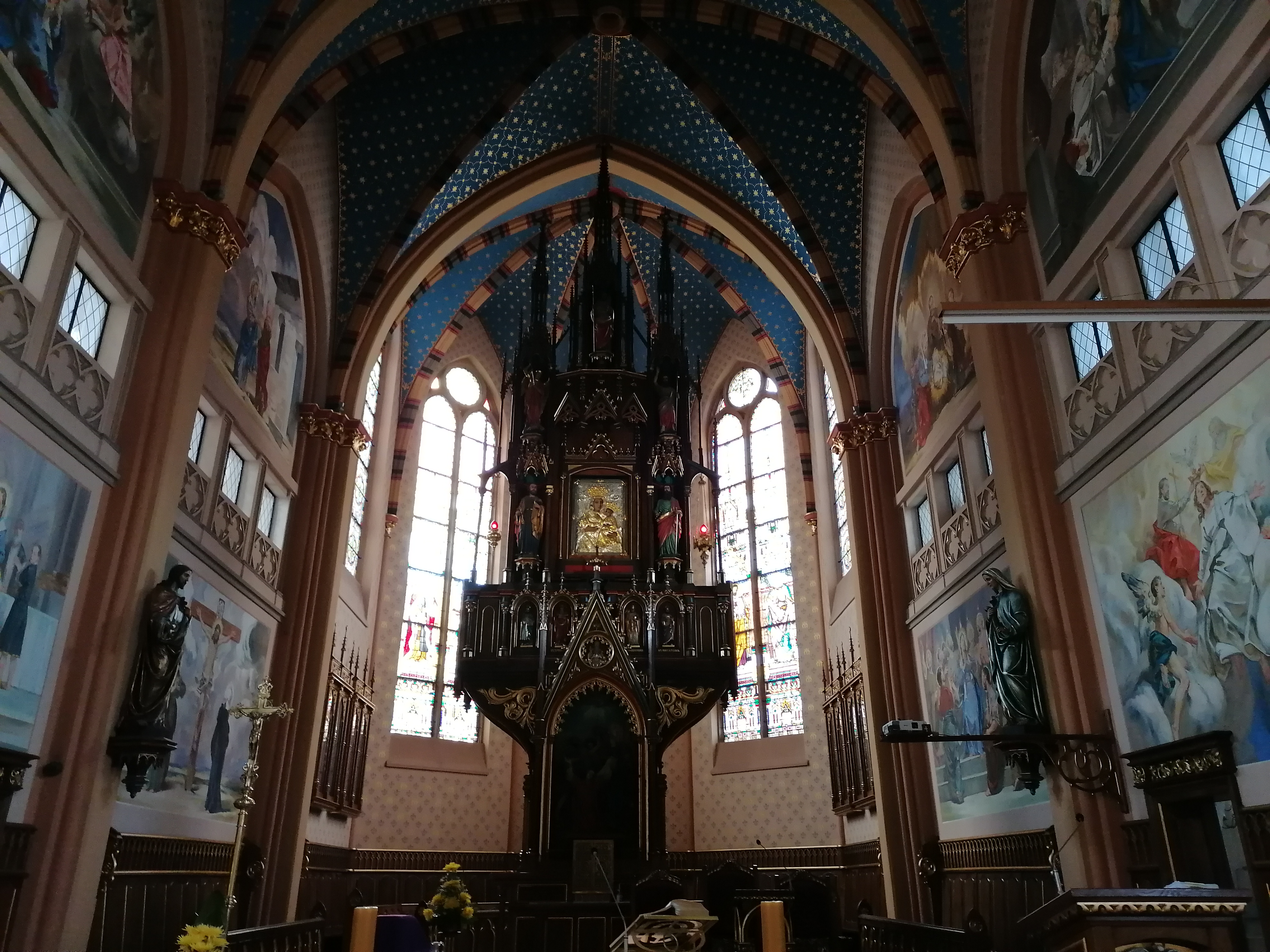
Prezbiterium bogucickiej bazyliki ze znajdującym się na ołtarzu głównym obrazem Matki Bożej Boguckiej

Obraz Matki Bożej Boguckiej Pani Katowic znajduje się bazylice pw. św. Szczepana i Matki Bożej Boguckiej w katowickiej dzielnicy Bogucice i jest on jej najcenniejszym zabytkiem. Wraz z wotami umieszczony jest na ołtarzu głównym i otaczają go figury Dobrego Pasterza, św. Michała, św. Jana Chrzciciela, śś. Piotra i Pawła oraz doktorów Kościoła. Pod obrazem znajduje się płaskorzeźba przedstawiająca św. Szczepana.
Obraz o wymiarach 101×79 cm i grubości 12 mm namalowany jest na lipowej desce i przedstawia Matkę Bożą z Dzieciątkiem Jezus w półpostaci. Maryja przedstawiona z berłem zwrócona jest w stronę widza, prawą ręką wskazuje na Jezusa, którego trzyma na lewej ręce. Jezus prawą ręką wykonuje gest błogosławieństwa, a w lewej trzyma ewangeliarz. Jego głowa zwrócona jest w kierunku Maryi, a jego oczy – na widza. Postacie na obrazie ubrane są w srebrne sukienki z 1930 roku. Sukienka Maryi nakrywa jej ciemnozielony płaszcz; głowę Matki Bożej Boguckiej zdobi korona wzorowana na koronie ufundowanej przez króla Władysława IV Wazę obrazowi Matki Bożej Częstochowskiej.
Obraz według prof. Małgorzaty Schuster-Gawłowskiej stanowi bardzo skomplikowany zespół zabytkowy. Samo przedstawienie Matki Bożej nie jest jednolite – na wierzchu wraz z sukienkami ma ona układ zbliżony do tzw. piekarskiego, trzecia warstwa od góry pochodząca z XVI wieku przedstawia Matkę Bożą typu częstochowskiego, a istnienie głębszych warstw dowodzi starszego kultu obrazu potwierdzonego w protokole wizytatorskim z 1598 roku.
Na odwrocie obrazu znajduje się wizerunek brodatego mężczyzny – prawdopodobnie autoportret malarza podpisanego jako „Wien”, który w XIX wieku dokonał jednego z przemalowań.

## Historia

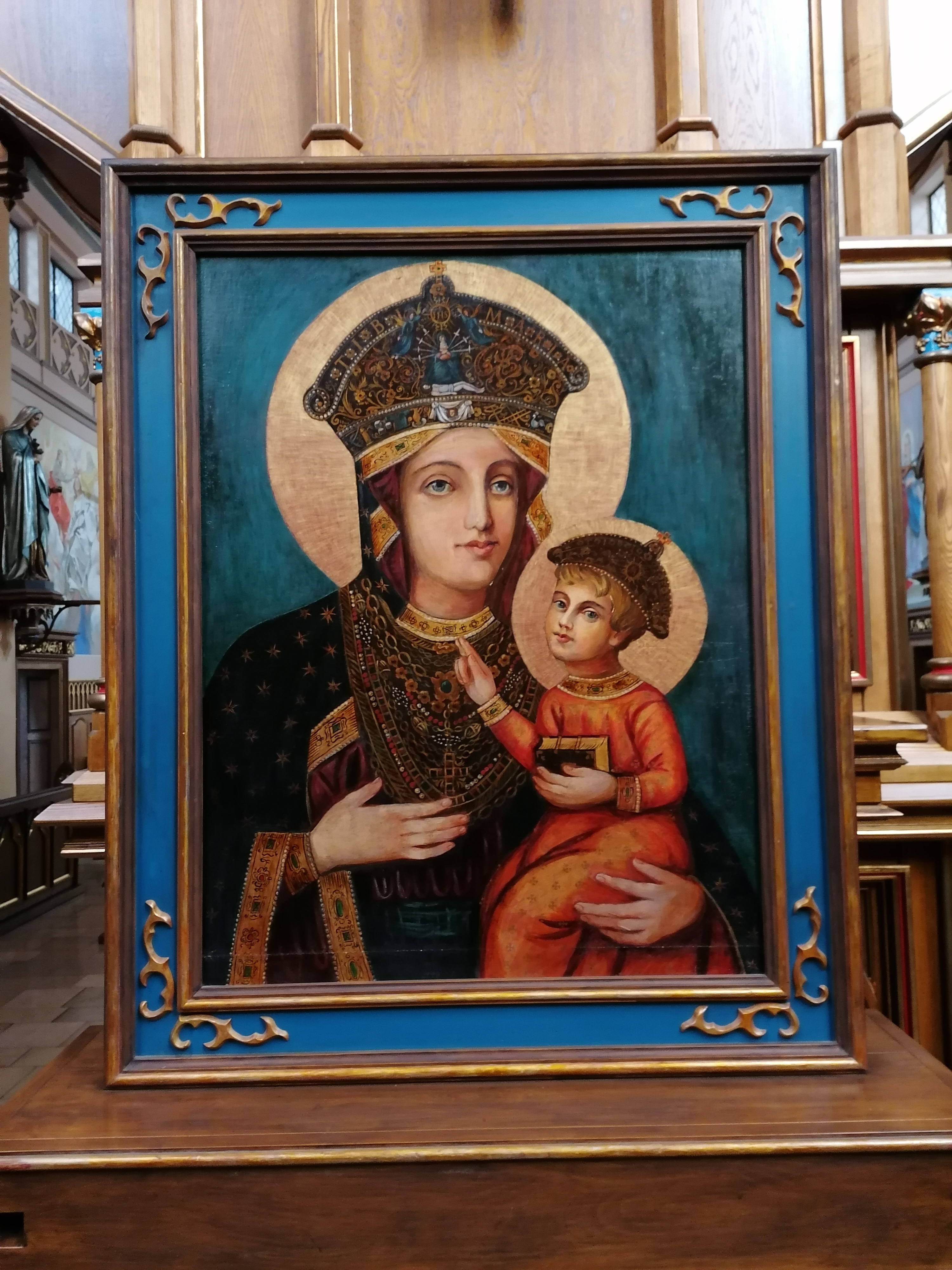
Feretron Matki Bożej Boguckiej

W źródłach podawane są różne daty powstania obrazu Matki Bożej Boguckiej. Proboszcz bogucickiej parafii ks. Alfons Tomaszewski przypuszczał, iż czas powstania obrazu i jego przybycia do Bogucic to 2. połowa XV wieku, lecz niczym nie poparł on tych przypuszczeń, bazując prawdopodobnie na szacunkach konserwatora obrazu z 1930 roku, Jana Bąkowskiego. Ks. Bronisław Czaplicki wskazuje natomiast, iż obraz ten pojawił się w Bogucicach prawdopodobnie między rokiem 1635 a 1720. Druga z tych dat to rok spisania protokołu wizytacji wzmiankującego o obrazie, a 1635 rok to data, kiedy król Polski Władysław IV Waza podarował koronę dla obrazu Matki Bożej Częstochowskiej – która wygląda tak samo jak ta Matki Bożej Boguckiej. 
W 1994 roku obraz został przebadany i poddany renowacji w Akademii Sztuk Pięknych im. J. Matejki w Krakowie. Wówczas odkryto, że składa się z trzech warstw malarskich oraz kilku starszych, być może powstałych pomiędzy XV a XVI wiekiem. Pierwotnie obraz Matki Bożej Boguckiej był kopią obrazu częstochowskiego przyniesioną przez bogucickich pielgrzymów, którą następnie przemalowano, dostosowując wizerunek do stylu hodegetrii zachodnich, przedstawiając Maryję z berłem jako Wspomożycielkę. Fakt o kilkukrotnym przemalowywaniu wskazuje, iż obraz ten uchodził za ważny, dlatego też kolejni proboszczowie bogucickiej parafii i malarze starali się go udoskonalić zgodnie z panującymi w danym okresie trendami.
Obraz w Bogucicach pierwotnie znajdował się w kościele pw. Nawiedzenia Najświętszej Maryi Panny (oznaczany był w planach także jako kaplica) wzniesionym „na górce” (rejon późniejszego cmentarza parafialnego) prawdopodobnie w miejscu pierwotniej świątyni lub to on był pierwszym bogucickim kościołem. O jego istnieniu wspominał po raz pierwszy protokół z wizytacji parafii w Bogucicach autorstwa kanonika ks. Krzysztofa Kazimirskiego z 1598 roku. Fakt istnienia drewnianej kaplicy wskazano także w dokumentach wizytacyjnych z 9 września 1720 roku. Zanotowano w nich, że w głównym ołtarzu znajdował się obraz Matki Bożej Częstochowskiej, a w bocznych obrazy Wniebowzięcia Najświętszej Maryi Panny i św. Mateusza. Wspomniany w tym protokole obraz częstochowski według ks. Bronisława Czaplickiego był tym samym obrazem, który w przyszłości został nazwany obrazem Matki Bożej Boguckiej.
W kościele „na górce” obraz ten był czczony od samego początku, a najliczniej wierni gromadzili się w odpust Nawiedzenia Najświętszej Maryi Panny. Z czasem kult ten uczynił z Bogucic znaczne sanktuarium maryjne, co spowodowało, iż duszpasterstwo w Bogucicach rozwijało się w dwóch ośrodkach: parafialnym przy kościele św. Szczepana i Doroty oraz wokół obrazu przy sanktuarium w kościele „na górce”. 
Po śmierci ks. Leopolda Markiefki w 1882 roku, jego następca ks. Juliusz Bronder podjął się renowacji obrazów maryjnych w parafii. Nie wymieniał on wówczas nazwy Matki Bożej Boguckiej, lecz po prostu: „obraz Matki Bożej w głównym ołtarzu” – takie słowa zanotowano w protokole z 13 marca 1887 roku.  
25 października 1894 roku biskup wrocławski kard. Goerg Kopp konsekrował kościół św. Szczepana w Bogucicach, a po jego wybudowaniu obraz Matki Bożej Boguckiej został przeniesiony do ołtarza bocznego po stronie zachodniej. Został on zasłonięty zasłoną przedstawiającą Matkę Bożą Szkaplerzną. Według ks. Bronisława Czaplickiego data przeniesienia obrazu jest niezgodna z ogłoszeniami kościelnymi proboszcza bogucickiej parafii ks. Ludwika Skowronka. 
W 1930 roku obraz Matki Bożej Boguckiej został poddany renowacji. Proboszcz parafii ks. Franciszek Ścigała zorganizował wśród parafian zbiórkę srebra i kamieni szlachetnych na ozdobną sukienkę dla obrazu. Szaty te założono na obraz po jego renowacji i wtedy też artysta malarz Jan Bąkowski z Krakowa zmienił twarz i układ rąk Matki Bożej i Dzieciątka Jezus najprawdopodobniej po to, by dopasować je do otworów w nowej sukience.
W 1954 roku z okazji 100. rocznicy ogłoszenia dogmatu o Niepokalanym Poczęciu Najświętszej Maryi Panny obraz Matki Bożej Boguckiej umieszczono w przebudowanym ołtarzu głównym i sporządzono dla niego tryptyk, który zaprojektował Paweł Steller. Kolejnej przebudowy ołtarza dokonano w latach 70. XX wieku (bądź w 1982 roku), kiedy to usunięto tryptyk, co pozwoliło odsłonić rzeźbę św. Szczepana. Nad rzeźbą, we wnęce ołtarza umieszczono obraz Matki Bożej Boguckiej, który w ten sposób został dostatecznie wyeksponowany .
Dzięki staraniom proboszcza ks. Jana Morcinka w 1999 roku Tadeusz Rybski z Krakowa wykonał komplet złotych koron dla obrazu Matki Bożej Boguckiej, które zostały ufundowane przez parafian. Poświęcił je papież Jan Paweł II 16 czerwca 1999 roku w Gliwicach podczas swojej podróży apostolskiej do Polski. Uroczystej koronacji obrazu dokonał w Bogucicach 4 czerwca 2000 roku nuncjusz apostolski w Polsce ks. abp Józef Kowalczyk przy współudziale arcybiskupa katowickiego ks. Damiana Zimonia oraz innych hierarchów. Była to druga koronacja papieskimi koronami w archidiecezji katowickiej.

## Kult

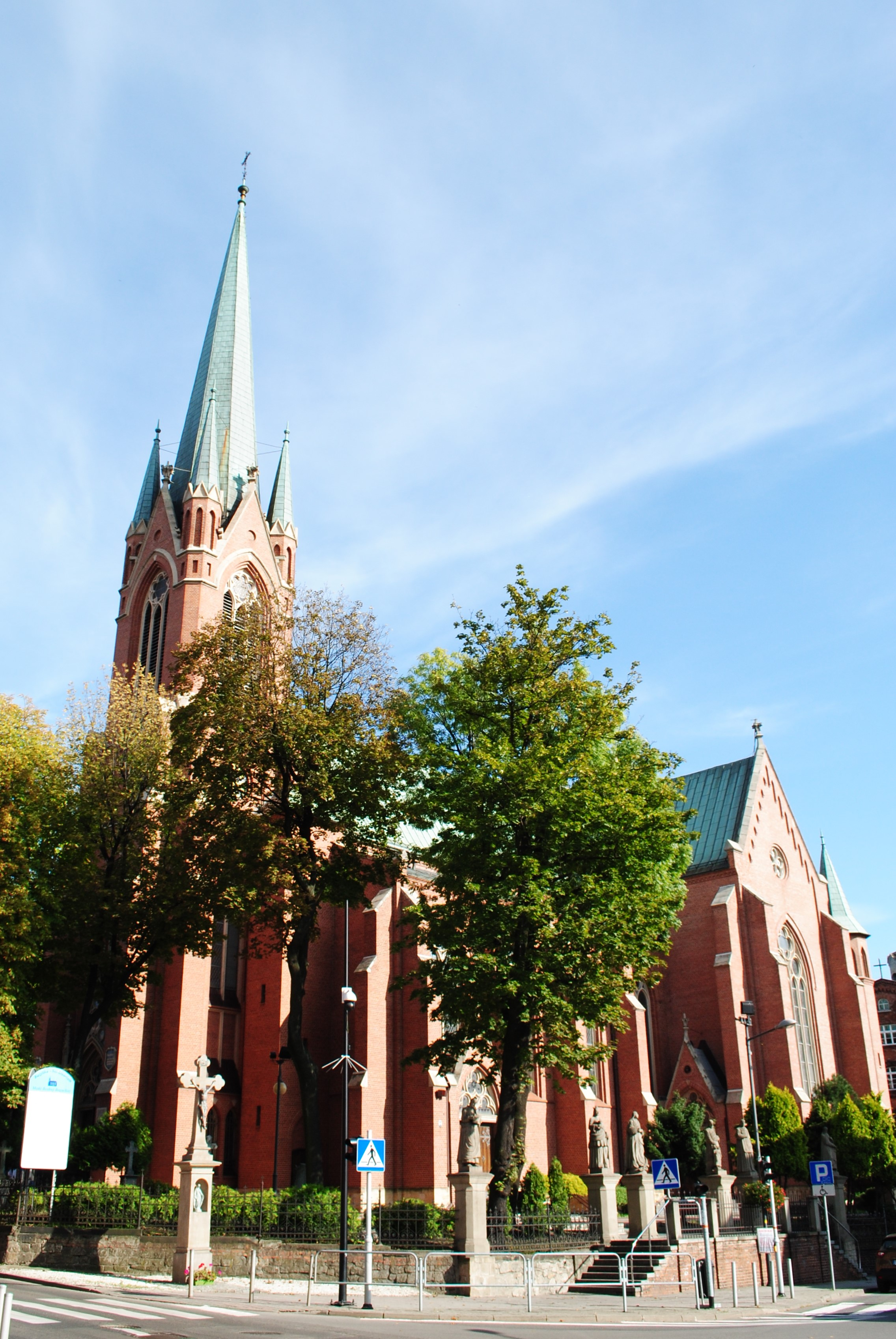
Bazylika św. Szczepana i Matki Bożej Boguckiej w Katowicach – miejsce kultu obrazu Matki Bożej Boguckiej (2020)

Bogucice są jednym z kilku sanktuariów maryjnych archidiecezji katowickiej o znaczeniu lokalnym. Od Wielkanocy do ostatniego dnia października co tydzień w każdą sobotę odbywa się w bazylice apel jasnogórski, podczas którego polecane są intencje pielgrzymów i wszystkich odwiedzających bogucickie sanktuarium.
O kulcie maryjnym w Bogucicach wspomina po raz pierwszy protokół z wizytacji parafii kanonika ks. Krzysztofa Kazimirskiego z 1598 roku, w którym wskazano, iż w kościele „na górce” czczono Nawiedzenie Najświętszej Maryi Panny. Ks. Bronisław Czaplicki przypuszcza, iż Maryja była czczona w Bogucicach jeszcze przed przybyciem do kościoła „na górce” obrazu, który później został nazwany Matką Bożą Bogucką, a kult maryjny związany był raczej z miejscem niż określonym obrazem. 
Pierwszym udokumentowanym odpustem w Bogucicach było święto Nawiedzenia Najświętszej Maryi Panny przypadające na początku lipca, a wybór tego święta według ks. Jana Góreckiego mógł być podyktowany przyniesieniem przez pątników bogucickich z Częstochowy kopii obrazu jasnogórskiego po uroczystości śś. ap. Piotra i Pawła i obrania najbliższego święta maryjnego jako uroczystości parafialnej, natomiast według ks. Bronisława Czaplickiego wybór tego dnia wynika prawdopodobnie z tego, iż termin ten odpowiadał lokalnej ludności zajmującej się głównie działalnością rolniczą.
Proboszcz bogucickiej parafii ks. Leopold Markiefka opowiadał się za tym, by centralnym miejscem pielgrzymkowym stał się kościół parafialny, natomiast kościół „na górce” miał pozostać kaplicą cmentarną. Dlatego też po odnowieniu kaplicy w 1852 roku została ona poświęcona Matce Bożej Bolesnej, a jej dotychczasowe wezwanie Nawiedzenia Najświętszej Maryi Panny wraz z odpustem zostało przeniesione do kościoła parafialnego.
W XIX wieku w związku z rozpowszechnieniem się bractwa szkaplerznego dość spontanicznie zaczęto czcić obraz Matki Bożej Szkaplerznej. W 1857 roku na bazie tutejszej tradycji maryjnej ks. Leopold Markiefka zainicjował Arcybractwo Szkaplerza św. de Monte Carmel. Nabożeństwo szkaplerzne ożywiło kult w sanktuarium, ale również przyczyniło się do przeniesiona uroczystości odpustowej ze święta Nawiedzenia Najświętszej Maryi Panny (2 lipca) na święto Matki Bożej Szkaplerznej (16 lipca). Przeobraziło to także kult Matki Bożej Boguckiej w kult Matki Bożej Szkaplerznej, który trwał do 1954 roku.
Odpust poprzedzało uczestnictwo w spowiedzi, a w sobotni wieczór odbywały się uroczyste nieszpory z kazaniem. W niedzielę rano, w uroczystość odpustową o godzinie 6. przy ołtarzu kalwaryjskim udzielano komunii św. oraz odbywała się cicha msza święta w kościele „na górce”, a godzinę później msza śpiewana w kościele parafialnym. Tematyka kazań była różna – najczęściej poruszano problem pijaństwa, o którym mówili m.in.: ks. Jan Kapica z Tychów, franciszkanie z Panewnik czy paulini z Częstochowy i Krakowa. Kolekta zbierana w czasie odpustowego kazania przeznaczana była m.in. na sieroty i wdowy, m.in. po katastrofie w kopalni „Cleophas” (późniejszy „Kleofas”) w 1896 roku, a także na studentów, misje, papieża, kleryków czy budowę kościołów. O godzinie 15. odprawiano nieszpory, a przed nimi przy kościele „na górce” wpisywano się do księgi Arcybractwa Szkaplerza św. de Monte Carmel. W księdze tej od 1860 roku do wybuchu II wojny światowej wpisano około 17 tys. pielgrzymów, którzy przybywali z bliska i z daleka, m.in. z Wrocławia, Opola, Raciborza, Rybnika czy Żor, a także z Królestwa Polskiego czy Galicji.
W 1892 roku staraniem ks. Ludwika Skowronka ukazała się broszura szerząca kult Matki Bożej Boguckiej. Ks. Skowronek był również autorem modlitewnika Droga do Nieba, a także Skarbca modlitw i pieśni, które zawierały wizerunek Matki Bożej Boguckiej. Cześć Matce Bożej Boguckiej zaczęto też wyrażać pieśnią Witamy, Ciebie, Bogucka Panienko pochodząca z II połowy XIX wieku. Modlitwą jej towarzyszącą było Memorare. Kult Matki Bożej Boguckiej rozwijał się także w domach, a jej obraz znajdował się w bogucickich mieszkaniach. Był on także obecny w przyległych do Bogucic parafiach, a także w nowo budowanych kościołach w rejonie Bogucic z inspiracji ks. Ludwika Skowronka montowano obrazy Matki Bożej Boguckiej. Jej czcicielami byli m.in.: organista i kompozytor Karol Hoppe, katowicka radna Zofia Koniarkowa czy ks. Konstanty Michalski.
Po wybudowaniu nowego kościoła w Bogucicach w 1894 roku przeniesiono do niego obraz Matki Bożej Boguckiej. Został on umieszczony w bocznym ołtarzu.
W okresie międzywojennym odpusty ku czci Matki Bożej Szkaplerznej były obchodzone bardzo okazale, przychodziły na nie liczne pielgrzymki ze wszystkich sąsiednich parafii. W sobotę odbywały się nieszpory, a miejscowa orkiestra na wzór sanktuarium piekarskiego grała pieśni na cześć Matki Bożej Boguckiej. W sam dzień odpustowy, w niedzielę przed sumą o 11. sodalistki śpiewały godzinki do Matki Bożej, a po południu odprawiano uroczyste nieszpory z asystą. Przy odsłanianiu obrazu wierni śpiewali O Maryjo, witam Cię, a przy zasłanianiu O, Maryjo, żegnam Cię. Obraz Matki Bożej Boguckiej zasłaniano obrazem Matki Bożej Szkaplerznej, a w czasie tej ceremonii palono świece. Okres międzywojenny stanowił apogeum ruchu pielgrzymkowego do Bogucic – w 1929 roku przybyło tutaj 60–70 tys. pielgrzymów, najwięcej z Mikołowa i Tychów. 
W czasie niemieckiej okupacji podczas II wojny światowej nie odprawiano w Bogucicach uroczystych odpustów i nic nie organizowano poza obrębem kościoła. W niedzielę o godzinie 5. była recytowana msza św. po łacinie, na którą przychodzili tylko Polacy, a o godzinie 8. odprawiano mszę św. dla Niemców – wówczas kościół był pusty.
Po II wojnie światowej ruch pielgrzymkowy do Bogucic dalej był duży, ale nie osiągnął poziomu przedwojennego. Ożywienie tradycji pątniczych do Marki Bożej Boguckiej dało się zauważyć po 1956 roku. W związku z obchodzoną w 1966 roku uroczystością milenium chrztu Polski ks. Alfons Tomaszewski reaktywował uroczystość Nawiedzenia Najświętszej Maryi Panny jako święto czcigodne i wówczas główny akcent kultu maryjnego w Bogucicach kładziono na dacie 2 lipca. Później, zgodnie z nowym kalendarzem liturgicznym odpust przeniesiono na pierwszą niedzielę czerwca. W latach 70. XX wieku zainicjowano cosobotnie nabożeństwo do Matki Bożej Boguckiej, a w każdą pierwszą niedzielę miesiąca zaczęto odprawiać specjalne nabożeństwo do Matki Bożej Boguckiej z litania loretańską i wezwaniami. Na nie zaczęto zaprowadzać wiernych z Katowic i chóry kościelne z innych parafii.

## Pozostałe wizerunki
Po drugiej stronie ołtarza głównego bazyliki św. Szczepana i Matki Bożej Boguckiej w Katowicach wisi obraz Matki Bożej Boguckiej według jednego z wcześniejszych wyobrażeń. Maryja i Dzieciątko mają tu łagodne niebieskie oczy, a na ich głowach spoczywają malowane korony podobne do tych, które w XVIII wieku były na obrazie Matki Bożej Częstochowskiej. Kopia obrazu Matki Bożej Boguckiej z końca XIX wieku prezentowana jest także na wystawie stałej w Muzeum Kresów Rzeczypospolitej Obojga Narodów w Sejnach.
Na osiedlu W. Wajdy w Katowicach znajduje się 8-metrowa figura Matki Bożej Boguckiej przedstawiająca Maryję z Dzieciątkiem z pozłacanymi koronami i berłem. Została ufundowana przez wiernych parafii św. Szczepana w 2001 roku.